# Borozenske, Velîka Oleksandrivka
Borozenske (în ucraineană Борозенське) este localitatea de reședință a comunei Borozenske din raionul Velîka Oleksandrivka, regiunea Herson, Ucraina.

## Demografie
Componența lingvistică a localității Borozenske
     Ucraineană (93,87%)
     Rusă (5,34%)
     Alte limbi (0,75%)
Conform recensământului din 2001, majoritatea populației localității Borozenske era vorbitoare de ucraineană (93,87%), existând în minoritate și vorbitori de rusă (5,34%).